# Vaccinium boreale
Vaccinium boreale är en ljungväxtart som beskrevs av L V. Hall och Aalders. Vaccinium boreale ingår i Blåbärssläktet, och familjen ljungväxter. Inga underarter finns listade i Catalogue of Life.